# 대이작도
대이작도(大伊作島)는 인천광역시 옹진군 자월면에 있는 섬이다. 2003년 12월 31일에 대이작도 주변해역이 생태계보전지역으로 지정되었다. 대이직도에는 신시생댸에 형성된 한반도 최고령 암석이 존재한다.

## 지질
대이작도에 한반도에서 가장 오래된 암석이 있다. 대이작도 남쪽 해안 둘얼개의 암반과 갯바위로 25억 1천만년전에 생성된 변성 화성암이다. 대이작도 서부와 소이작도에 분포하는 혼성편마암 또는 토날라이트질 편마암은 SHRIMP U-Pb 저어콘 연대측정 결과 이 혼성암은 약 2.58 Ga에 정치한 원암이 2508±18 Ma에 광역변성작용을 받아 형성되었으며 시생누대 신시생대의 것으로 한반도 최고령 암석에 해당된다. 현미경 관찰에 의하면 석영과 장석, 각섬석 등으로 구성되며 변성 및 재결정 작용이 관찰된다.

## 대이작도 주변해역 생태계보전지역
2003년 12월 31일 해양수산부장관은 자연환경보전법 제18조의 규정에 의하여 인천광역시 옹진군 소재 대이작도 주변해역을 생태계보전지역으로 다음과 같이 지정·고시하였다.
- 지정 번호：해양수산부 생태계보전지역 제4호
- 명칭：대이작도주변해역 생태계보전지역
- 지정연월일：2003년12월31일
- 지정목적: 모래갯벌과 바위해안 등 뛰어난 자연경관과 하벌천퇴의 특이한 지형경관 및 넙치, 가자미 등 수산생물과 기타 저서생물의 주요서식지인 해역 보호하기위함임
- 근거법령：자연환경보전법 제18조
- 관리청：해양수산부 (현 국토해양부)
- 행정구역：인천광역시 옹진군 이작리 및 승봉리 일원의 해역
- 면 적：55.7km2 (다음의 각 점을 순차적으로 연결한 선내의 사주들(하벌천퇴 등)을 포함한 해역 ①북위37도11분51초, 동경126도12분36초 ②북위37도11분13초, 동경126도16분28초 ③북위37도11분13초, 동경126도18분55초 ④북위37도09분28초, 동경126도19분50초 ⑤북위37도09분04초, 동경126도19분18초 ⑥북위37도07분21초, 동경126도18분08초 ⑦북위37도08분20초, 동경126도11분53초 ⑧북위37도08분20초, 동경126도15분53초)

## 같이 보기
- 인천광역시의 지질
- 덕적도